# Lásky hra osudná (opera)
Lásky hra osudná (op. 3) je opera o jednom dějství českého skladatele Zdeňka Folprechta na libreto, které upravil z textu stejnojmenné divadelní hry bratří Karla a Josefa Čapkových. Premiéru měla 18. ledna 1926 ve Slovenském národním divadle v Bratislavě.

## Vznik, charakteristika a historie
Mladý Zdeněk Folprecht se ještě v době svých studií na Pražské konzervatoři nadchl pro právě vyšlou (1922) jednoaktovou komedii bratří Čapků Lásky hra osudná, antiiluzivní hříčku s postavami vzatými z tradiční italské commedie dell'arte. Ihned se u podařilo získat svolení bratří Čapků k operními využití díla a práci na něm dokončil ještě před odchodem z Prahy do Bratislavy, kde působil od roku 1923 jako dirigent Slovenského národního divadla a později i Slovenské filharmonie. Stal se tak – ještě před Janáčkovou Věcí Makropulos – prvním skladatelem, který zhudebnil některé dílo bratří Čapků. Roku 1926 pak ředitel a šéfdirigent Slovenského národního divadla Oskar Nedbal Folprechtovu operu Lásky hra osudná poprvé uvedl na jevišti.
Libreto se až na některé škrty a úpravy se drží původního textu bratří Čapků. Hudebně zvláště zdůrazněný a vykreslený je jednak úvodní prolog vyjadřující ideu díla, jednak postavy obou antagonistů: lyrického Gillesa, který je obdařen sladkým pucciniovským motivem, a představitele „hrubé síly“ Trivalina. Méně výstižně jsou charakterizovány vedlejší postavy intrikána Brighelly, Scaramouche a doktora. Ženské party ustupují do pozadí: Isabella má jen několik vět a Zerbina je jako jediná z rolí jen mluvená (odpovídá to předloze bratří Čapků, v níž jsou všechny postavy herci, jen Zerbina „nehraje“).
Recenzenti Lidových novin chválila pevnou hudebně dramatickou konstrukci díla, dramatický spád, pohotovou až rutinní instrumentaci a „šťavnatou melodii“. Již v roce 1926 recenzent označil mladého Folprechta za „mírného pokrokáře“, který „zatím nehledá nových cest“. V roce 1930 recenzent skladateli vytýká, že „jde ve své prvotině […] po jistotě a navazuje na osvědčené vzory a místa z operní tvorby Pucciniovy a Straussovy.“ Lásky hru osudnou považuje za dobrý slib do budoucnosti, ale varuje autora, „aby sám rozhodl, půjde-li cestou nejpřísnějšího umění anebo zvolí-li pohodlnější cestu povrchní líbivosti“. Folprecht se tomuto dilematu vyhnul a přímo operní tvorbě se již nevěnoval. Jeho nejvýznamnější pozdější jevištní dílo, scénická symfonie Zlomené srdce (1936), je formálně ojedinělým spojením symfonie, baletu a melodramu.
Slovenské národní divadlo nastudovalo Lásky hru osudnou znovu ještě roku 1929 (premiéra 31. října). Tuto inscenaci předvedlo SND úspěšně na zájezdu v Praze 20. června následujícího roku (spolu s Jirákovou aktovkou Žena a bůh), kde Folprecht svou operu i dirigoval, a rovněž na zájezdu do Vídně a ve svém pravidelném košickém působišti. Ani po druhé světové válce nebyla tato opera na Slovensku zapomenuta a roku 1964 (premiéra 21. prosince) ji nastudovalo operní studio Vysoké školy múzických umění v Bratislavě.
V českých zemích uvedlo Lásky hru osudnou poprvé za přítomnosti skladatele České divadlo v Olomouci. Tam v roce 1940 (po krátké epizodě v brněnském divadle) začal pracovat dirigent Karel Nedbal, který dlouhou dobu Folprechtovým kolegou ve Slovenském národním divadle a stejně jako on musel opustit Bratislavu roku 1939. Podle Nedbalových vzpomínek neměla opera v Olomouci velký úspěch, neboť „příliš zdravé a plnokrevné hanácké obecenstvo“ prý nemělo pro „dekadentní estetismus textové předlohy aktovky bratří Čapků“ mnoho porozumění.
Větší dopad mělo uvedení v Národním divadle v Praze. Premiéra se konala 11. listopadu 1966 a v inscenaci hráli například Jindřich Jindrák, Přemysl Kočí, Karel Kalaš, Miroslav Frydlewicz nebo Dalibor Jedlička. Jednoaktová Lásky hra osudná byla pro večerní program spojena s Pauerovým Žvanivým slimejšem. Inscenace dosáhla pouhých pěti představení. Skladatel, jenž zemřel roku 1961, se jí už nedožil, zažil však ještě roku 1959 pořízení nahrávky Československého rozhlasu, na níž zpívají mimo jiné Václav Bednář, Beno Blachut, Ladislav Mráz a Eduard Haken.

## Osoby a první obsazení
| osoba                                           | hlasový obor | premiéra (13. listopadu 1926) |
| ----------------------------------------------- | ------------ | ----------------------------- |
| Prolog                                          | baryton      | Gejza Fišer (Fischer)         |
| Gilles, zvaný Peppe Nappa                       | tenor        | Bronislav Chorovič            |
| Trivalin                                        | baryton      | Pavel Jerner                  |
| Dottore Baloardo                                | bas          | Zdeněk (Ruth-)Markov          |
| Scaramouche                                     | tenor buffo  | Mirko Horský                  |
| Brighella, zvaný Fichetto, Finochetto nebo Zane | bas          | Alois Urban                   |
| Isabella                                        | soprán       | Marie Šponarová               |
| Zerbine, její teta                              | mluvená role | Marie Kebardová               |
| Dirigent: Oskar Nedbal                          |              |                               |
| Režie: Vladimír Marek                           |              |                               |
| Scéna: Vojtěch Šebor                            |              |                               |
| Kostýmy: Vojtěch Šebor                          |              |                               |

## Děj opery
Děj opery se odehrává „na scéně lepšího divadla“.
Prolog představuje obecenstvu herce ze své družiny – postavy commedie dell'arte. Jsou to lyrický hrdina, poněkud zženštilý poeta Gilles; epický hrdina Trivalin, muž svalů a činu; komický hrdina, bláznivý Scaramouche; půvabná Isabella, její údajná teta Zerbine (ta však „nehraje“, totiž nezpívá), starý učený dottore Baloardo a nakonec intrikán Brighella.
Baloardo a Scaramouche se obracejí k publiku a uvádějí novou hru: dottore slibuje divákům mravní očistu, Scaramouche pobavení. – Brighella hovoří s Gillesem a Trivalinem. Oba jsou zamilováni do Isabelly a Brighella jim oznamuje potěšitelnou zprávu, že se Isabella rozhodla stát ženou jediného muže. Dosud k ní totiž kuplířka a lichvářka Zerbine vodí po představení pány z obecenstva… Gilles se na Zerbinu rozzlobí a Brighella ho za ní pohání, aby jí pohrozil vyhazovem z družiny. Zatím sděluje Trivalinovi, že prý Isabellina náklonnost patří jemu (jak by také mohla milovat zženštilého tajtrlíka Gillesa). Prý mu však Isabella vzkazuje, že si je třeba dary naklonit Zerbinu. Protože Trivalin žádné peníze na dary nemá, slibuje mu Brighella půjčku na směnku s vysokým úrokem.
Gilles se vrací s nepořízenou; nejen že si Zerbine, jíž dluží i sám ředitel divadelní společnosti, z jeho výhrůžek nic nedělá, ale navíc po něm nyní žádá splatit dluhy, které u ní Gilles udělal. Brighella Gillesa varuje, že Trivalin hodlá s pomocí peněz Isabellu získat. Přitom Gillesa přesvědčuje, že Isabella má ráda jeho (jak by také mohla milovat přízemního hrubce Trivalina). Isabella se objeví a Gilles jí lyricky vyznává lásku; ona reaguje polichoceně, avšak nezávazně. Brighella pak Gillesa přesvědčuje, že nemá-li peněz, musí Isabellu unést: ať nechá připravit zavazadla a kočár k rychlému odjezdu.
Trivalin přinese směnku a Brighella ji převezme bez vyplacení peněz. Než stačí Trivalin protestovat, přejde Brighella na jiné téma: varuje Trivalina, že Gilles je na nejlepší cestě získat Isabellu únosem. Žena totiž miluje čin, a pokud ji chce Trivalin získat, musí nad Gillesem zvítězit. Trivalin se přirozeně považuje za muže činu, jako takový se představuje i Isabelle a ta mu projevuje přízeň. Se ženou  v náručí vyzývá Trivalin každého, kdo by mu chtěl být soupeřem, k boji – Baloardo i Scaramouche se ho lekají a komentujíce situaci se vytratí. Ale Gilles Trivalina konfrontuje obviněním, že si Isabellu kupuje, a oba muži se dávají do hádky o svých přednostech a ženských preferencích. Brighella ještě naposledy zatočí oběma sokům hlavu Isabellinými půvaby a odvede ji.
Mezitím hádka mezi Trivalinem a Gillesem přes vzájemné očerňování  a výsměch spěje k souboji. Dottore a Scaramouche se ji snaží vymluvit, ale bezúspěšně. Rázněji chce zasáhnout Zerbine, která protestuje proti tomu, aby jí zabili dlužníka Gillesa; ale Baloardo a Scaramouche se za jeho dluhy šlechetně zaručí. Koná se souboj, Trivalin bez potíží Gillesa zastřelí a ten s lyrickým rozloučením a jménem Isabelly na rtech skoná. Zerbine ho polituje a žádá po Trivalinovi proplacení směnky, kterou právě odkoupila od Brighlly. Trivalinovi nepomohou námitky, že peníze za směnku nedostal, ale alespoň se cítí v souboji o ženu vítězem a žádá svou právoplatnou kořist – Isabellu. Jenže ta odjela v Gillesově kočáru neznámo kam … s Brighellou.

## Instrumentace
Tři flétny, tři hoboje, dva klarinety, dva fagoty, čtyři lesní rohy, tři trubky, tři pozouny, tuba, tympány, bicí souprava, harfa, klavír, smyčcové nástroje (housle, violy, violoncella, kontrabasy).

## Nahrávky
- 1959 (nahrávka Československého rozhlasu, dosud nevydaná) Zpívají: (prolog) Václav Bednář, (Gilles) Beno Blachut, (Trivalin) Ladislav Mráz, (dottore) Karel Kalaš, (Scaramouche) Oldřich Kovář, (Brighella) Eduard Haken, (Isabella) Jarmila Pechová, (Zerbine) Jaroslava Vacková. Pražský rozhlasový orchestr řídí František Dyk.[10]